# Hermelingaffelsvans
Hermelingaffelsvans, Cerura erminea är en fjärilsart som beskrevs av Eugen Johann Christoph Esper 1784. Hermelingaffelsvans ingår i släktet Cerura och familjen tandspinnare, Notodontidae.  Arten är ännu inte påträffad i Sverige. En underart finns listad i Catalogue of Life, Cerura erminea teberdina Kornejev, 1939.

## Bildgalleri

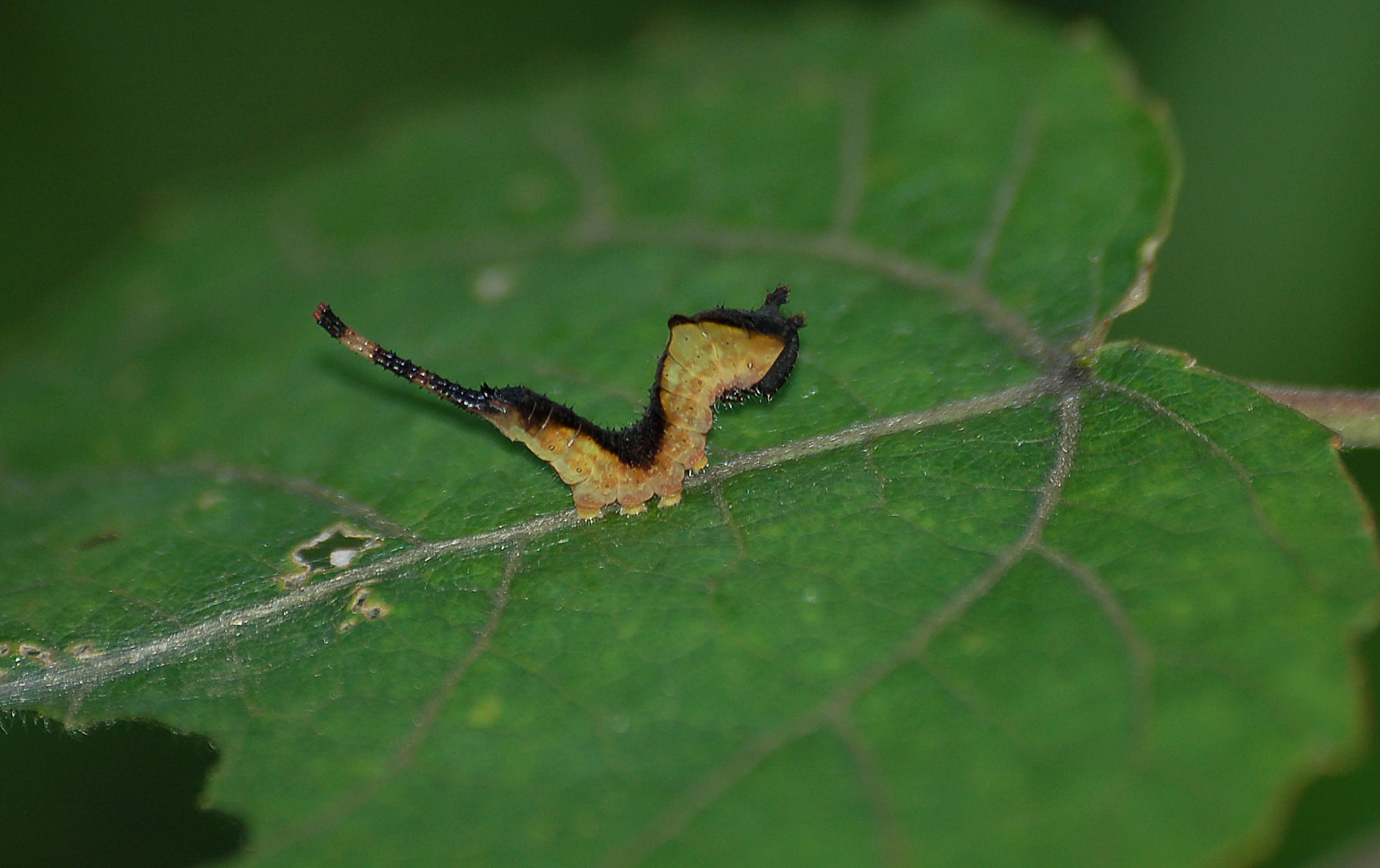
Fjärilens larv
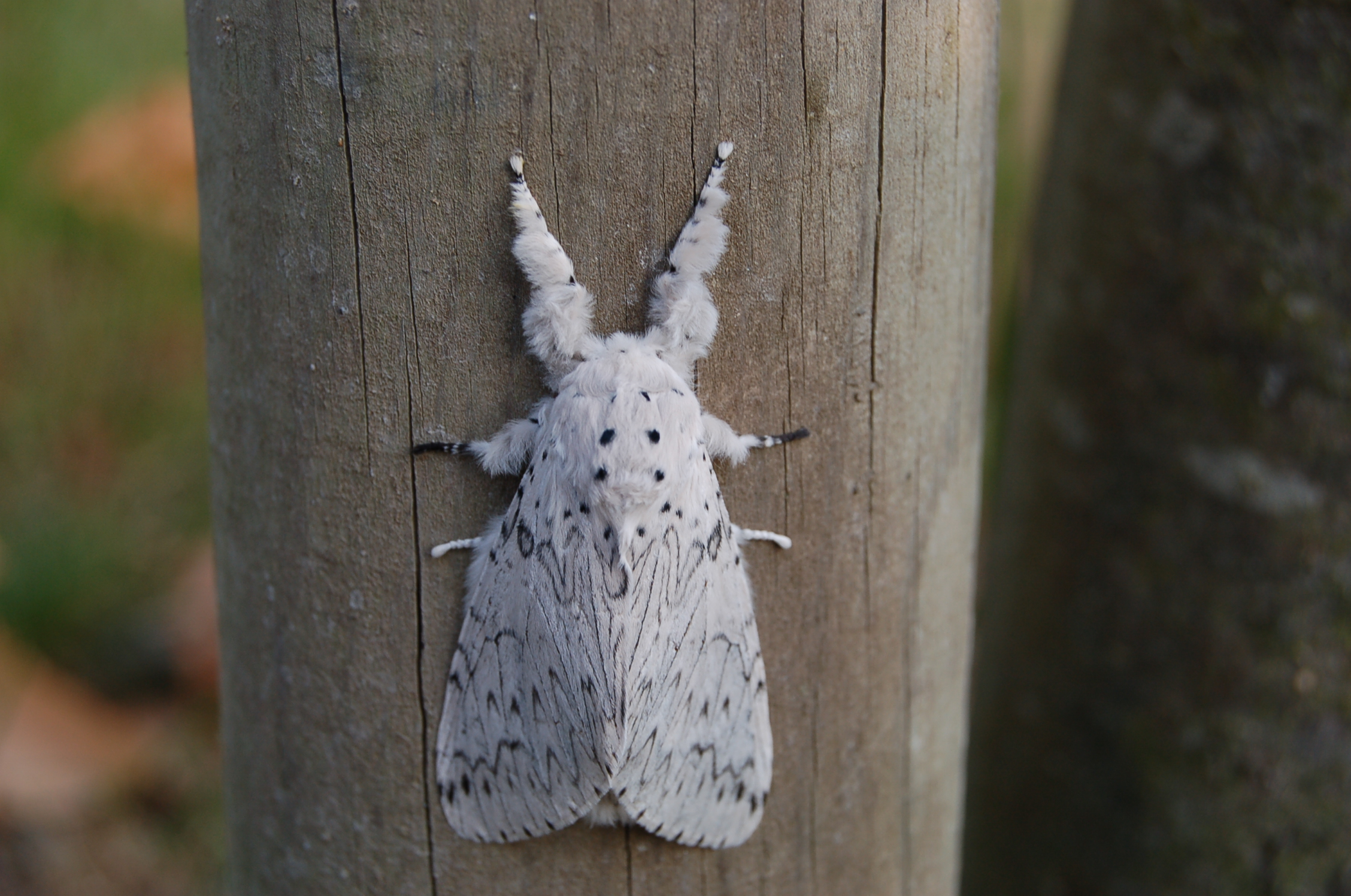
Imago fjäril